# Lina Ben Mhenni

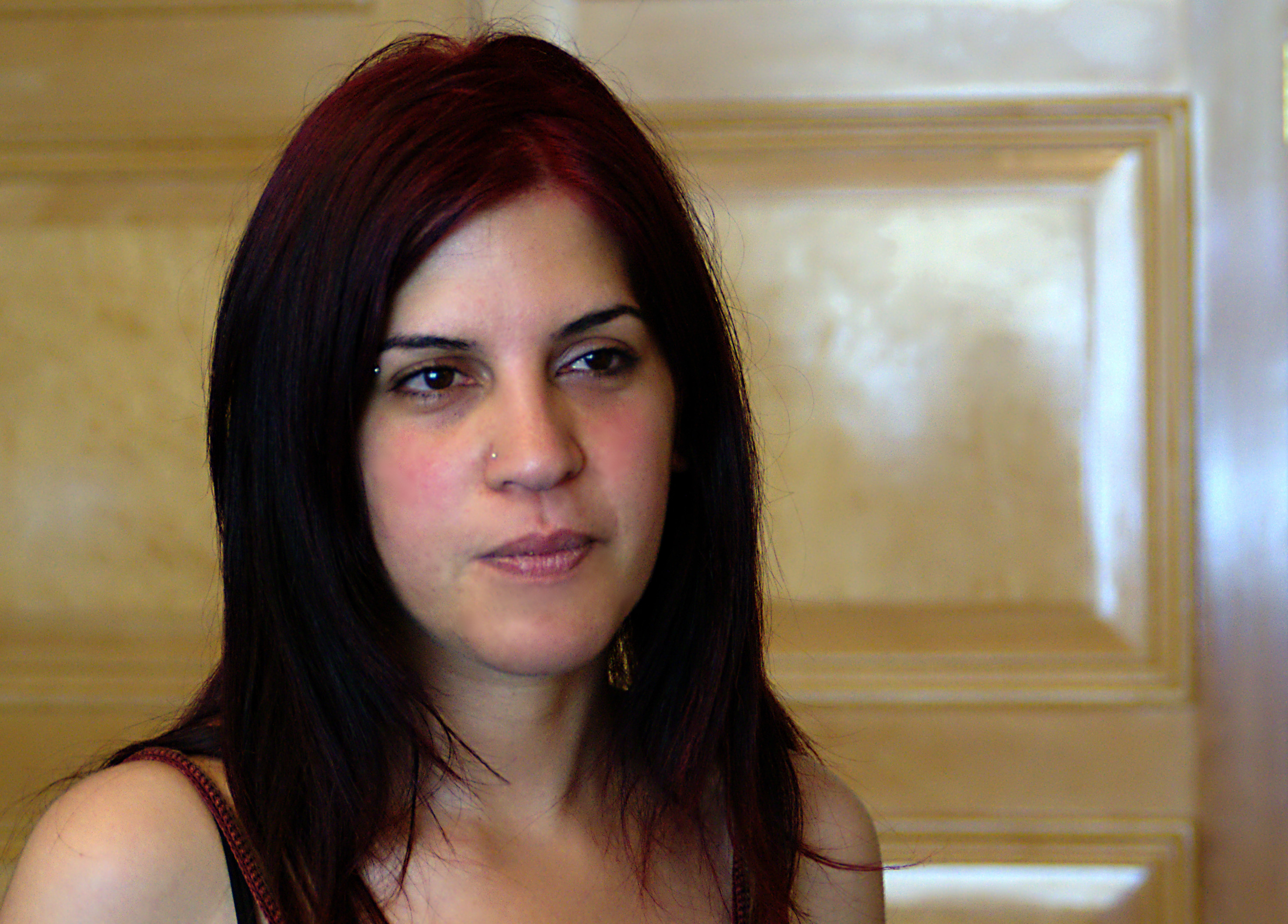
Lina Ben Mhenni (2013)

Lina Ben Mhenni (arabisch لينا بن مهنّي, DMG Līnā b. Muhannī; * 22. Mai 1983 in Tunis; † 27. Januar 2020 ebenda) war eine tunesische Dozentin für Linguistik und Übersetzerin an der Universität Tunis. Sie war eine politische Bloggerin und Internetaktivistin, die sich für Menschenrechte und gegen Zensur einsetzte.

## Leben
Lina Ben Mhenni stammte aus einer für tunesische Verhältnisse wohlhabenden Familie. Ihr Vater, Sadok Ben Mhenni, arbeitete in der Verwaltung des Transportministeriums. Er verbrachte ab 1974 als Mitglied der politischen Linken sechs Jahre in tunesischen Gefängnissen und wurde gefoltert.
Nach ihrem Abitur studierte Lina Ben Mhenni im Rahmen des Fulbright-Programms 2008/2009 auch in den Vereinigten Staaten und unterrichtete Arabisch an der Tufts University bei Boston.
Lina Ben Mhenni, deren Blog während der Revolution in Tunesien 2010/2011  weltweite Bekanntheit erreichte und die, wenn sie auch betonte, nur für sich selbst zu sprechen, als „Stimme des tunesischen Aufstands“ bezeichnet wurde, gehörte im Mai 2011 zu den Teilnehmern des Oslo Freedom Forum. In ihrem Buch Vernetzt Euch! hatte sie angekündigt, im Komitee zur Reform der tunesischen Medien mitzuarbeiten, stellte dort ihre Mitarbeit im Juni 2011 jedoch aus Enttäuschung über mangelnde Veränderung bei den Strukturen der Medien wieder ein. Im September 2011 war sie Teilnehmerin eines Symposions über die gesellschaftliche Rolle sozialer Netzwerke auf der Linzer Ars Electronica.
Lina Ben Mhenni war seit 2007 nierentransplantiert. Sie nahm noch im selben Jahr sowie 2009 an den Weltspielen der Organtransplantierten in Bangkok bzw. Gold Coast teil und gewann jeweils eine Silbermedaille im Gehen. Sie starb an den Folgen ihrer Erkrankung am 27. Januar 2020 im Alter von 36 Jahren. Der Spiegel bezeichnete sie in seinem Nachruf als „Stimme der Unterdrückten“.

## Blog

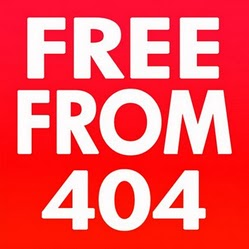
Protest gegen den Missbrauch der Fehlermeldung 404 Not Found als Instrument der Zensur staatlich unerwünschter Websites

Lina Ben Mhenni, die bereits als Jugendliche einen Computer besaß, hatte nach ersten Erfahrungen mit dem Internet 2007 mit dem Schreiben eines Weblog begonnen. Zunächst schrieb sie über private Themen, schloss sich dann aber, von den Erfahrungen ihres Studienaufenthaltes in den Vereinigten Staaten geprägt, anderen tunesischen Bloggern an, die sich für Redefreiheit und Menschenrechte in ihrem Land einsetzten. Ihr Blog A Tunisian Girl wurde infolgedessen von der tunesischen Diktatur unter Zine el-Abidine Ben Ali verboten und zensiert.
Während der Zeit der tunesischen Revolution im Dezember 2010 und Januar 2011 reiste sie nach Sidi Bouzid, dem Ort der Selbstverbrennung von Mohamed Bouazizi, und nach Kasserine und gehörte zu den ersten, die von dort über die Ereignisse berichteten. Sie verbreitete Fotos und Videos von Polizeieinsätzen, Verletzten und Toten, veröffentlichte Opferlisten, besuchte Krankenhäuser und befragte Familien, die einen ihrer Angehörigen durch die Gewalt der Polizei verloren hatten. Auch hielt sie Kontakt zu ausländischen Journalisten. A Tunisian Girl wurde zu einem zentralen Medium der Opposition.
Im Zusammenhang mit ihrer publizistischen Tätigkeit war Lina Ben Mhenni  der Repression des tunesischen Staates ausgesetzt; sie wurde beschattet, bei einem Einbruch wurden ihr PC und ihre Kameras entwendet und ihr Lebensgefährte wurde von der Sicherheitspolizei verhaftet, um erst nach einer über das Internet organisierten Solidaritätskampagne wieder freizukommen. Auch nach der Flucht des Diktators Ben Ali gab es Todesdrohungen gegen Lina Ben Mhenni. Sie zeigte sich ein Jahr nach dem Beginn der tunesischen Revolution enttäuscht von deren Ergebnissen und dem Wahlsieg der moderat islamischen Ennahda. Die wirtschaftliche Situation habe sich nicht verbessert, die Revolution sei unfertig geblieben. Ben Mhenni warnte vor einer Entwicklung des Staates hin zum Fundamentalismus. Auf ihrem Blog schrieb sie: „Ich hätte nie gedacht, dass wir uns in den Kugelhagel gestellt haben, um die Polygamie wieder einzuführen.“
Lina Ben Mhenni charakterisierte das Internet als ein wertvolles Hilfsmittel bei der tunesischen Revolution, bezeichnete diese aber nicht als eine Facebook- oder Internet-Revolution, obwohl soziale Netzwerke, die Berichterstattung von Al Jazeera und Hackerangriffe durch Anonymous eine wichtige Rolle gespielt hätten. Veröffentlichungen von WikiLeaks hätten hingegen keinen Einfluss gehabt. Die Revolution sei eine des Volkes gewesen, die auf der Straße begonnen habe. Den Begriff Jasminrevolution lehnte sie ab, da er zu schönfärberisch für die blutig verlaufenen, mit Todesopfern einhergegangenen Geschehnisse sei.

## Vernetzt Euch!
In ihrem 2011 erschienenen, vom Ullstein-Verlag als „Streitschrift“ bezeichneten Buch Vernetzt Euch! beschrieb Ben Mhenni ihre Rolle als unabhängige Bloggerin und Demonstrantin in Tunesien vor und während der tunesischen Revolution. Sie rief dazu auf, das Internet und soziale Netzwerke wie Facebook, dessen Verbreitung sich in Tunesien seit 2009 etwa verdreifacht hat, als Mittel zur Mobilisierung für eine „direkte, bürgernahe Demokratie“ zu nutzen und damit gegen repressive Formen von Regierung und Herrschaft anzugehen. Vernetzt Euch! ist in Länge und Aufmachung an die Schrift Empört Euch! von Stéphane Hessel angelehnt.

## Auszeichnungen
Ben Mhennis Blog A Tunisian Girl wurde 2011 bei den internationalen Weblog-Awards The BOBs als bestes Weblog ausgezeichnet. Der von der Deutschen Welle vergebene Preis „zeichnet Webseiten in elf Sprachen aus, die im Sinne der Meinungsfreiheit den offenen Diskurs im Internet vorantreiben und bereichern.“ Er versteht sich als „Beitrag, die freie Meinungsäußerung und den Einsatz für Menschenrechte im Internet zu fördern.“
2012 erhielt Lina Ben Mhenni zusammen mit Nawal El Saadawi den Sean MacBride Peace Prize.
Die tunesische Post widmete am 5. März 2020 ihrem Andenken eine Briefmarke.

## Veröffentlichungen
- Vernetzt Euch! Ullstein Verlag, Berlin 2011, ISBN 978-3-550-08893-3 (französisch: Tunisian Girl – Blogueuse pour un printemps arabe. Übersetzt von Patricia Klobusiczky).